# Anoa de muntanya
L'anoa de muntanya (Bubalus quarlesi) és una espècie d'artiodàctil de la família dels bòvids. És endèmic de Sulawesi i Buton (Indonèsia). Té un aspecte similar al dels cérvols i pesa entre 150 i 300 kg. Viu a les profunditats de la selva pluvial.